# Пальчевский, Андрей Иванович
Андре́й Ива́нович Пальче́вский (укр. Андрій Іванович Пальчевський; род. 16 июля 1961, Киев) — украинский (ранее — российский) предприниматель, телеведущий и политический деятель. Основатель и финансовый директор клиники Eurolab. Первый заместитель министра Украины по делам семьи, молодёжи и спорта (2010 год). С 2020 года — лидер партии «Победа Пальчевского» и кандидат на должность городского головы Киева. В 1995 году являлся членом российской «Партии любителей пива».

## Биография
Родился 16 июля 1961 года в Киеве. Дедушка — украинец, Герой Соцтруда СССР, бабушка — еврейка, а два бабушкиных брата — Герои Советского Союза, которые подарили свои «сталинские» дачи пионерлагерям. По словам Пальчевского его дед Тимофей Панкратьевич Шпанько работал министром местной и топливной промышленности УССР.
Учился в школе № 51 города Киева, ныне Лицей международных отношений № 51. Окончил Военный институт Министерства обороны СССР в Москве. В 1983—1991 годах служил в Вооружённых силах СССР, в частности, переводчиком в Лаосе. Владеет лаосским языком. В общем числе владеет четырьмя иностранными языками.
В 1995 году баллотировался в Государственную думу России по спискам избирательного объединения «Партия любителей пива». Пальчевский шёл № 3 в списке, а партия итоге заняла 21-е место, набрав 0,62 % голосов.
После увольнения из армии занимался многими бизнес-проектами в США и России. В середине 2000-х продал бизнес в России и переехал на Украину.
- 1991—1993 — председатель представительства американской компании Монсанто «Нутрасвит АГ».
- 1993—2004 — президент компании «Квест ЮТС», которая занималась решением технологических вопросов пивоварения[11].
- 2005—2009 — финансовый директор клиники «Евролаб».

Среди основанных предприятий на Украине: «Пищевая ароматика», «Евролаб», «Центр лабораторных исследований», «Сити Инвест Сервис», «Новая авиация Украины». В 2009 года в ходе эпидемии свиного гриппа являлся руководителем штаба «Киевляне против гриппа».
В сентябре 2009 года стал гражданином Украины.
2009—2010 — директор благотворительного фонда «Евролаб».
С 31 марта по 14 июля 2010 работал заместителем Министра Украины по делам семьи, молодежи и спорта, после чего подал в отставку. На этом посту он должен был заниматься, в частности, работой госпредприятий, относящихся тогда к сфере министерства.

## Eurolab
Медицинский центр Eurolab основан в 2005 году. Занимается современной лабораторной диагностикой, радиологическим исследованиям, предупреждением заболеваний, проектированием долголетия на основе генетических исследований.
Во время второго тура выборов Президента Украины 5 апреля 2019 кандидат в Президенты Владимир Зеленский сдал анализы в клинике «Евролаб».

## Гражданская позиция
Участник событий на Майдане в 2004 году и в 2013 году. Во время трагических событий февраля 2014 работал водителем кареты «скорой помощи» Eurolab. Один из организаторов выезда освободившейся из колонии Юлии Тимошенко в Киев.
Во время выборов президента Украины в 2019 году поддержал Владимира Зеленского.
В июне 2020 году создал политическую партию «Победа Пальчевского». Являлся кандидатом на должность городского головы Киева. На выборах 25 октября 2020 года набрал 5,53 % голосов избирателей.

## Работа на телевидении
С 2011 года работал телеведущим на телеканалах «Интер» и Первом национальном с авторскими программами: «Глубинное бурение» на Первом Национальном, затем — популярного ток-шоу «О жизни» на телеканале «Интер», радиошоу «Каток» и «Kwasa Kwasa». При этом Пальчевский сам был спонсором передачи «Глубинное бурение», где являлся ведущим.
В 2017 году короткий срок работал ведущим программ «Указательный палец» и «Взрослая игра» на телеканале «Прямой», однако не поддержав официальную политическую позицию телеканала — уволился. С 2018 года выступает экспертом политических шоу на каналах 112 Украина, NewsOne и НАШ. В 2019 — стал экспертом программы «Почему так?» на канале 112 Украина.

## Личная жизнь
Более 30 лет был женат на Елене Пальчевской. В 2012 году пара развелась.
Бизнесмен воспитывает четверых детей.